# Benzylchloorformiaat
Benzylchloorformiaat is een organische verbinding met als brutoformule C8H7ClO2. De stof komt voor als een olieachtige kleurloze tot gele vloeistof met een scherpe geur, die hevig reageert met water. Leonidas Zervas ontdekte deze stof, vandaar dat ze weleens Z-chloride wordt genoemd.
Benzylchloorformiaat wordt in de organische chemie gebruikt bij de synthese van peptiden.

## Toxicologie en veiligheid
De stof ontleedt bij verhitting, met vorming van fosgeen, of bij contact met water, met vorming van giftige en corrosieve dampen, onder andere waterstofchloride. Benzylchloorformiaat tast vele metalen aan in aanwezigheid van water of vochtige lucht.
De stof is corrosief voor de ogen, de huid en de luchtwegen. Inademing van de aerosol kan longoedeem veroorzaken. De stof is carcinogeen.